# 金陵駅
金陵駅（クムヌンえき）は、大韓民国京畿道坡州市金村洞にある韓国鉄道公社（KORAIL）の駅。
乗り入れている路線は、線路名称上は京義線であるが、当駅には広域電鉄の京義・中央線電車のみが停車する。駅番号は「K330」。

## 歴史
- 2004年10月31日 - 金村駅の混雑解消と周辺の宅地造成による交通設備のために臨時乗降場として開業。
- 2007年10月1日 - 無配置簡易駅に昇格（乙種委託販売所に指定）。
- 2009年7月1日 - 京義電鉄線が開業。
- 2011年 - 臨時駅舎を閉鎖、新駅舎に移転。

## 駅構造
相対式ホーム2面2線を有する地上駅で、橋上駅舎を持つ。2面4線にできるよう、ホーム外側にスペースが確保されている。
出入口は宅地造成がなされた西側のみに2ヶ所設置されており、更地である東側に出入口は設けられていない。

### のりば
| 1 | 京義・中央線 | 一山・デジタルメディアシティ・ソウル・龍山・龍門方面 |
| 2 | 京義・中央線 | 金村・文山方面                                       |

## 利用状況
近年の一日平均利用人員推移は下記のとおり。なお、2009年は開業日の7月1日から12月31日までの184日間の平均である。
| 路線         | 路線     | 2009年 | 2010年 | 2011年 | 2012年 | 2013年 | 2014年 | 2015年 | 2016年 | 2017年 | 2018年 | 出典  |
| ------------ | -------- | ------ | ------ | ------ | ------ | ------ | ------ | ------ | ------ | ------ | ------ | ----- |
| 京義・中央線 | 乗車人員 | 2,073  | 908    | 1,161  | 1,237  | 1,445  | 1,562  | 1,599  | 1,646  | 4,928  | 4,728  | [ 1 ] |
| 京義・中央線 | 降車人員 | 1,991  | 761    | 933    | 970    | 1,108  | 1,176  | 1,199  | 1,214  | 4,902  | 4,715  | [ 1 ] |
| 京義・中央線 | 乗降人員 | 4,064  | 1,669  | 2,094  | 2,207  | 2,553  | 2,738  | 2,798  | 2,860  | 9,830  | 9,443  | [ 1 ] |
| 路線         | 路線     | 2019年 | 出典   |        |        |        |        |        |        |        |        |       |
| 京義・中央線 | 乗車人員 | 4,808  | [ 1 ]  |        |        |        |        |        |        |        |        |       |
| 京義・中央線 | 降車人員 | 4,789  | [ 1 ]  |        |        |        |        |        |        |        |        |       |
| 京義・中央線 | 乗降人員 | 9,597  | [ 1 ]  |        |        |        |        |        |        |        |        |       |

## 駅周辺
- 坡州税務署
- 金花初等学校（朝鮮語版）
- 金陵初等学校
- 金陵中学校
- 坡州市中央図書館（朝鮮語版）
- 交河郷校

## バス路線
| マウルバス | 023番・066番・071番・073番・078番・079番 |

## 隣の駅
韓国鉄道公社
 京義・中央線
B急行
通過
A急行
炭峴駅 (K327) - 金陵駅 (K330) - 金村駅 (K331)
緩行
雲井駅 (K329) - 金陵駅 (K330) - 金村駅 (K331)